# Bea, Tây Ban Nha
Bea là một đô thị trong tỉnh Teruel, Aragon, Tây Ban Nha. Theo điều tra dân số 2003 (INE), đô thị này có dân số là 38 người.